# Tachyeres
Tachyeres – rodzaj ptaków z podrodziny kaczek (Anatinae) w rodzinie kaczkowatych (Anatidae).

## Zasięg występowania
Rodzaj obejmuje gatunki występujące w Ameryce Południowej. 

## Charakterystyka
Z wyjątkiem torpedówki lotnej są nielotne. Szybko pływają, mocno wiosłując (stąd nazwa).

## Morfologia
Długość ciała 61–84 cm; masa ciała samców 2100–6500 g, samic 1665–5000 g.

## Systematyka

### Etymologia
- Micropterus: gr. μικροπτερα mikroptera „o małych skrzydłach, krótkoskrzydły”, od μικρος mikros „mały”; -πτερος -pteros  „-skrzydły”, od πτερον pteron „skrzydło”[6].
- Tachyeres: gr. ταχυηρης takhuērēs „szybkie wiosłowanie”, od ταχυς takhus „szybko”; ερσσω eressō  „wiosłować”. Torpedówka falklandzka rozchlapuje i pruje fale, gdy jest przestraszona lub ścigana przez drapieżnika[7][8]. Nowa nazwa dla Micropterus.

### Podział systematyczny
Do rodzaju należą następujące gatunki:
- Tachyeres patachonicus (P.P. King, 1831) – torpedówka lotna
- Tachyeres pteneres (J.R. Forster, 1844) – torpedówka magellańska
- Tachyeres brachypterus (Latham, 1790) – torpedówka falklandzka
- Tachyeres leucocephalus Humphrey & Thompson, 1981 – torpedówka białogłowa

Fragment kladogramu obejmujący gatunki rodzaju Tachyeres:
|  | T. pteneres                                                          |
|  |                                                                      |
|  | \| \| T. patachonicus \| \| \| \| \| \| T. leucocephalus \| \| \| \| |
|  |                                                                      |
|  | T. patachonicus                                                      |
|  |                                                                      |
|  | T. leucocephalus                                                     |
|  |                                                                      |

|  | T. patachonicus  |
|  |                  |
|  | T. leucocephalus |
|  |                  |

|  | T. pteneres                                                          |
|  |                                                                      |
|  | \| \| T. patachonicus \| \| \| \| \| \| T. leucocephalus \| \| \| \| |
|  |                                                                      |
|  | T. patachonicus                                                      |
|  |                                                                      |
|  | T. leucocephalus                                                     |
|  |                                                                      |

|  | T. patachonicus  |
|  |                  |
|  | T. leucocephalus |
|  |                  |